# Casas-Ibáñez
Casas-Ibáñez er en by og kommune i det sydøstlige Spanien i provinsen Albacete. Den har et indbyggertal på 4.591 (2024) indbyggere.